# カナデビアエンジニアリング
株式会社カナデビアエンジニアリング（Kanadevia Engineering Corporation）は、大阪市中央区に本社を置く工業用プラントの保守・点検等を行う企業である。カナデビアの完全子会社。

## 沿革
- 1975年（昭和50年）1月 - 日立造船非破壊検査株式会社を大阪市此花区に設立し、業務を開始。
  - 6月 - 科学技術庁から放射性同位元素等の使用許可を取得。
  - 7月 - 非破壊検査、材料試験事業を開始。
- 1976年（昭和51年）6月 - 溶接技術管理及び溶接構造物の総合診断事業を開始。
- 1986年（昭和61年）
  - 3月 - 大阪ニチゾウメンテナンス株式会社、広島ニチゾウメンテナンス株式会社、舞鶴ニチゾウメンテナンス株式会社、九州ニチゾウメンテナンス株式会社を吸収合併、商号を株式会社ニチゾウテックに変更。
  - 4月 - 大阪市福島区に営業所を開設、併せて同所にて本店業務の一部を開始。生産ラインの自動化設備事業に進出。
  - 5月 - 電気工事業、管工事業、鋼構造物工事業、機械器具設置工事業について、特定建設業の大臣許可を取得。消防施設工事業、清掃施設工事業について、一般建設業の大臣許可を取得。
  - 10月 - 自動車関連事業分野に進出のため、熊本県菊池郡大津町に九州事業部大津事業所を開設。
- 1989年（平成元年）
  - 4月 - 電気技術要員強化のため、ニチゾウ堺機電株式会社を吸収合併。
  - 8月 - 土木工事業について、一般建設業の大臣許可を取得。
  - 9月 - 本社を大阪市福島区に移転。
- 1990年（平成2年）7月 - 北九州地区の自動車関連事業分野に進出のため、福岡県京都郡苅田町に九州事業部苅田事業所を開設。
- 1994年（平成6年）4月 - 設備メンテナンス業務の経営効率向上と高齢者の雇用機会確保のため、子会社株式会社ニツテク神奈川、株式会社ニツテク大阪、株式会社ニツテク舞鶴の3社を設立。
- 1995年（平成7年）5月 - 本社を大阪市大正区に移転。
- 1996年（平成8年）11月 - 大阪証券取引所市場第二部に株式を上場。
- 1999年（平成11年）
  - 4月 - 設備メンテナンス業務の経営効率向上を目的として子会社株式会社ニツテク有明を設立。
  - 7月 - 設備メンテナンス業務の経営効率向上を目的として子会社株式会社ニツテク広島を設立。
- 2000年（平成12年）
  - 1月 - 技術コンサルティング本部がISO9001の認証取得。
  - 4月 - 各種非破壊検査及び計測・診断に関するコンサルティング業務を行うため、子会社株式会社グリーンパワーを設立。土木工事業、建築工事業について、特定建設業の大臣許可を取得。
- 2003年（平成15年）1月 - 全部門でISO9001の認証取得。
- 2005年（平成17年）
  - 3月 - 塗装工事業について、特定建設業の大臣許可を取得。
  - 6月 - 日立造船株式会社のグループ会社である株式会社舞鶴プラントからプラント機器事業を承継。
- 2006年（平成18年）1月 - 技術コンサルティング事業とエンジニアリング事業の拡充・強化を目的として、日立造船株式会社から同社の子会社である関西設計株式会社の全株式を取得。
- 2007年（平成19年）9月 - 九州事業部大津事業所の新事務所・工場を竣工。
- 2011年（平成23年）
  - 4月 - 完全子会社の株式会社ニツテク大阪、株式会社ニツテク有明、株式会社ニツテク広島、株式会社グリーンパワーを吸収合併。
  - 10月 - とび・土木工事業、水道施設工事業について、特定建設業の大臣許可を取得。
- 2013年（平成25年）
  - 1月 - アタカ大機株式会社から建設事業を譲受。三晃工業株式会社を子会社化。
  - 3月 - 子会社の株式会社ニツテク神奈川を解散。
  - 7月 - 大阪証券取引所と東京証券取引所の現物株市場統合に伴い、東京証券取引所市場第二部に上場。
- 2014年（平成26年）
  - 3月 - 上場廃止。
  - 4月 - 株式交換により日立造船株式会社の完全子会社化。
  - 10月 - 株式会社エイチイーシーエンジニアリングを吸収合併。関西設計株式会社の株式を日立造船株式会社に譲渡。
- 2022年（令和4月）11月 - 本社を大阪市中央区に移転[1]（登記上本店は移転せず）。
- 2024年（令和6年）10月1日 - 親会社の商号変更に合わせ、株式会社カナデビアエンジニアリングに商号変更。子会社の株式会社ニツテク舞鶴も株式会社カナデビアエンジニアリング舞鶴に商号変更[2]。